# Mount Hunter
Mount Hunter je třetí nejvyšší hora Aljašských hor, na Aljašce, ve Spojených státech amerických.
Leží ve střední části Národního parku Denali, přibližně 15 km jižně od nejvyšší hory Severní Ameriky Denali. Mount Hunter je desátým nejvyšším vrcholem Spojených států a dvacátým druhým nejvyšším vrcholem Severní Ameriky. Vrchol hory je pokrytý ledovcem.

## Geografie
Hora má jižně nižší vrchol, v nadmořské výšce 4 257 m. Výstup na Mount Hunter je obtížnější než na Denali. Hora je strmější, s řadou sněhových převisů na hřebenech.